# 寂照
寂照（じゃくしょう、応和2年（962年）頃? － 景祐元年（1034年））は、平安時代中期の天台宗の入宋僧・文人。参議大江斉光の子。俗名は大江定基（おおえ の さだもと）。寂昭・入空・三河入道・三河聖・円通大師とも称される。

## 経歴
文章・和歌に秀で図書頭・三河守を歴任、従五位下に至る。発心前は往生を願いつつも、狩猟をこととしていた。
三河守として赴任する際、元の妻と離縁し、別の女性を任国に連れて行ったが、任国でこの女性が亡くなったことから、寛和2年（986年）6月、寂心（出家後の慶滋保胤）のもとで出家し、叡山三千坊の一つ如意輪寺に住んだ。その後横川で源信に天台教学を、仁海に密教を学んだ。

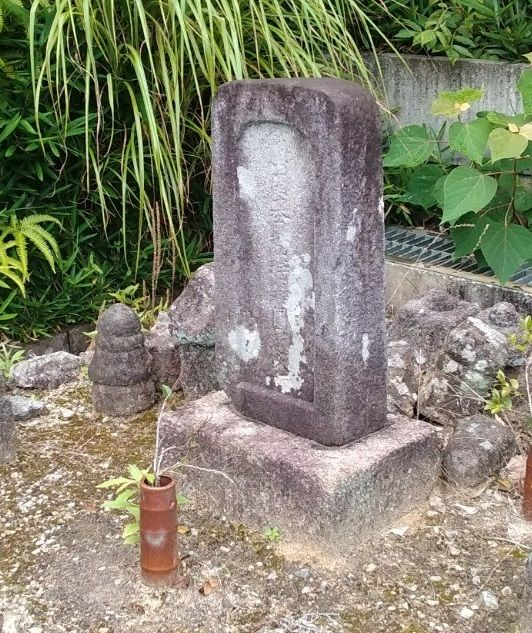
寂照供養塔（豊川市西明寺）

永祚元（989年）年3月7日、朝廷に入唐の勅許を求め、長保4年（1002年）6月18日、勅許を得ずに入宋のため旅立った。但し、成尋が寂照は勅許を得ていたとしており、出発後に勅許を得たとみられる。また出発前に、母の為に宝積寺で静照を講師として法華八講を修した。この時、500人以上の出家者が四面、垣をなした。また、宝積寺の縁起によれば、同寺は、寂照が中興したという。
同年、長門国で師・寂心の訃報に接し、急遽帰京して、12月9日、その四十九日供養を修した。
長保5年（1003年・咸平6年）8月25日、寂照ら8人は肥前国より渡海し、9月12日に明州へ着いた。宋では蘇州の僧録司に任じられ、景徳元年（1004年）には、皇帝真宗に、日本の国号の刻まれた無量寿仏像を進上し、かわりに紫衣と円通大師の号を賜った。また、天台山の知礼から源信の天台宗疑問27条への回答とその解釈をえた。また、知礼に『大乗止観法門』や『法等三昧行法』などの経典をもたらした。日本へ帰国しようとしたが、三司使の丁謂（ていい）の要請により、蘇州呉門寺にとどまった。
とはいえ、日本とは手紙のやり取りがあり、長和2年（1013年）から4年（1015年）には弟子の念救が帰朝し、寂照・元燈・念救・覚因・明蓮ら5人の度牒の発行を求めた。また念救は延暦寺に、天台大師智顗の影像・智顗の袈裟と如意・舎利壺をもたらした。一方で、藤原道長から多数の布施を受けたほか、経論・諸宗の章疏・モクゲンジの念珠を送るように求められ、その購入資金・金100両を送られた。
その後寂照は長元7年（1034年・景祐元年）に、日本に帰国する事がないまま杭州清涼山で没した。豊川市西明寺に供養塔がある。
子に香基がいたとされる。また、『寛永諸家系図伝』によれば、定基の後裔山村良道は近江国山村郷に住み山村氏を称した。

## 官暦
- 不明：文章得業生[26]
- 天元5年（982年）正月12日：六位蔵人[26]
- 不明：三河守[27]、明法博士?、図書頭、従五位下[7]
- 寛和2年（986年）6月：出家[7]

## 弟子
念救（ねんきゅう）
長和元年（1012年）に周文裔の船で帰朝し、4年（1015年）に周文裔の船で再度渡宋したとみられる。長和2年（1013年）10月には父母を訪ねるため土佐国に下向している。

## 逸話
- 定基が三河守として任国に連れて行った女が亡くなった際、悲しみの余り、しばらく埋葬せずに、女の亡骸を抱いて臥していた。数日後、定基が女の口を吸うと、ひどい死臭がした。さすが定基も耐えられず、女に対して疎ましく思う気持ちが起こり、ようやく女を埋葬した。その後定基は「この世はつらく苦しいものだ」と、発心を起こしたという[30]。

- 出家した寂照が、都で乞食をしていたところ、離縁した妻に会い、元妻に「『私を捨てた報いで、このように（落ちぶれた姿に）なれ』と思っていたが、この通り見届けることができたことよ」と辱めを受けたが、逆に寂照は「この徳により必ず仏心を得られるであろう」と手をすりあわせて喜んだという[30][31]。

- 『宋史』「日本国伝」によれば、中国語には明るくないが、漢字は分かり、繕写は綺麗であり、凡そ筆談していたという。

- 宋には、斎食を受けるとき、飛鉢の法により鉢を飛ばしてそれを受ける僧がいた。寂照はこれができないのを大恥と思い、本朝の神明・仏法に祈った。すると、寂照の鉢は堂内を三回めぐって、斎食を受け取ったため、異国の人は悉く感涙した[4]。

- 定基が三河守の時、ある女が定基に鏡を売りに来た。定基が鏡を箱から取り出した時、箱の中の紙切れに「けふまでと みるに涙の ますかゞみ なれぬるかげを 人にかたるな」という歌が書いてあった。定基は道心を発して、女に米十石を贈り、鏡を返した[32]。この話をもとに、冷泉為恭は『鏡売図』を描いている[33]。

## 登場作品
- 『今昔物語集』 - 19巻2話、24巻48話
- 『発心集』 - 2巻4話 三河聖人寂照入唐往生の事
- 『宇治拾遺物語』 - 4巻7話 三河入道、遁世の事、13巻12話 寂昭上人、鉢を飛ばす事
- 『今鏡』 - 第9 348段
- 『石橋』 - 能の演目
- 幸田露伴『連環記』
- 富岡鉄斎『円通大師呉門隠棲図』 - 屏風絵。重要文化財[34]。
- 冷泉為恭『鏡売図』 - 東京国立博物館蔵
- 『西園雅集』 - 画題。鈴木鵞湖[35]など

### 伝記
- 大江匡房『続本朝往生伝』
- 虎関師錬『元亨釈書』巻16
- 高泉性潡『東国高僧伝』巻6
- 金竜敬雄・羅渓慈本『天台霞標』初編巻之4, 3編巻之2
- 卍元師蛮『本朝高僧伝』巻67
- 『大日本史』巻216 大江音人附見